# یواس‌سی و جی‌اس پاتون (ای‌اس‌وی-۸۰)
یواس‌سی و جی‌اس پاتون (ای‌اس‌وی-۸۰) (به انگلیسی: USC&GS Patton (ASV-80)) یک کشتی است که طول آن ۸۸ فوت (۲۷ متر) می‌باشد. این کشتی در سال ۱۹۴۱ ساخته شد.